# Bulbophyllum lyperostachyum
Bulbophyllum lyperostachyum là một loài phong lan thuộc chi Bulbophyllum.